# ヤマトヤシキ
ヤマトヤシキは兵庫県播磨地域にある百貨店である。加古川市にある加古川ヤマトヤシキ（かこがわヤマトヤシキ）を免税店大手のラオックスのグループ企業である株式会社加古川ヤマトヤシキ（KakogawaYamatoyashiki Co. Ltd.）が運営している。
かつては創業の地である姫路市に本社・本店を置く株式会社ヤマトヤシキが加古川店を含めた2店舗を運営していた。経営悪化や投資ファンド傘下入りなどの紆余曲折を経て、2018年に姫路店を閉店した。

## 歴史

### 創業と戦後復興
1906年（明治39年）4月18日に米田徳次が兵庫県姫路市二階町に洋品雑貨店米田まけん堂を開いたのが始まりである。
農家出身ながら近衛師団に配属されて東京に居たときに知った新しい小売のやり方を取り入れて、開店当初から陳列式の店舗で正札制と返品制を採っており、規模や品揃えこそ違うものの百貨店と同一の形式で営業していた。
屋号のまけん堂は正札制を表したもので、キャッチコピーの「ねぎっちゃいけねえ まけん堂」やネクタイや帽子などの輸入雑貨の並ぶショーケースが並んだハイカラな店舗が人気を集め、同じ二階町の一角の御幸通りへ移転拡張して二階町商店街ではトップの売上を誇るようになった。
1945年（昭和20年）に第二次世界大戦が終わると、米田光夫は空襲で焼け野原になっていた周辺の土地を買い集めて現在の百貨店とほぼ同じ敷地を確保し、1946年（昭和21年）10月に木造2階建て約3,000m2で約36の店舗とやまとやしき洋裁学校が入ったショッピングセンターやまとやしきを開業し、復興への第一歩を踏み出した。
この屋号は数多くの商店が仲良く…という意味で「やまと（=大和）」、一つ屋根の下という意味で「やしき（=屋敷）｣と名付けたものとされている。

### 百貨店の開業

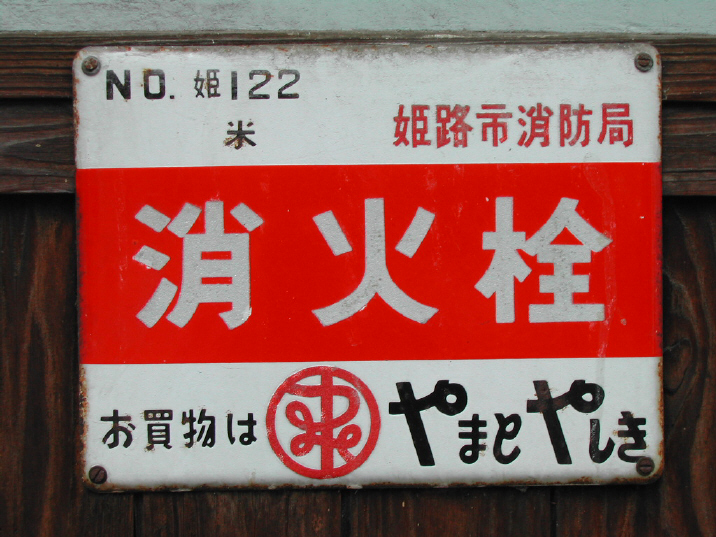
古い消火栓の看板（2002年姫路市内にて撮影）

1947年（昭和22年）3月28日には株式会社やまとやしきを設立し、外部に店を構えるようになった店舗の跡に直営の売り場を広げて食料品や呉服など販売品目を拡張した。1951年（昭和26年）11月には村野藤吾設計の鉄筋コンクリート造4階建ての新店舗を完成させ、米田が旧制姫路商業学校（現在の姫路商業高等学校）時代からの夢だった百貨店やまとやしきを開業した。
播磨地方初の百貨店であったこの店舗は、「播州のお買い物センター」をキャッチフレーズとしていた。建物は増築が行えるように設計されており、1957年（昭和32年）に姫路城の見える展望レストランを8階に置いた地上8階高さ43mの播磨一の高層ビルの増築を含め、1981年（昭和56年）までに4回の増築を行って売り場面積約17,000m2にまで拡張して長らく姫路市内最大の百貨店として営業を続けた。
その間の1953年（昭和28年）7月に山陽電気鉄道が建設した鉄筋コンクリート造4階建ての電鉄姫路駅（現在の山陽姫路駅）ビルに山陽百貨店が開業したため、品揃えや物産展などの催事や店舗拡張･冷暖房導入などを巡って激しい競争を繰り広げ、6階の「やまと会館ホール」で洋画展や演劇などを開催したり、ショッピングセンター時代から続いていた洋裁学校（1963年まで）など文化の発信地となっていた。
資金繰りに困って取引先に手形の期日延長を依頼したり、他の小売業者の反対で思い通りに売場面積を拡張できないこともあったが、臨海部の播磨臨海工業地帯に工場が進出するなど高度成長期に人口が急増したことを背景に売上を伸ばし続けた。

### スーパーやモータリゼーションへの対応
スーパーマーケットが登場して姫路のフタギをルーツの一つとするジャスコが相次いで出店するとその将来性を見込んで自社でも進出することとし、1963年（昭和38年）に創業者の出身地であった加古川市の国鉄加古川駅前の映画館跡に「カコガワストアー」としてスーパーマーケットを開業し、さらには神戸市垂水区などにも進出させたものの、百貨店の問屋からの仕入では価格競争に対応できなかったため、1964年（昭和39年）に垂水区の店を閉店し、加古川の店は後に百貨店化して1972年（昭和47年）からはヤマトヤシキ加古川店としたものの、施設の老朽化などもあって1979年（昭和54年）に閉店するなどスーパーへの進出は失敗に終わった。
また、姫路本店のモータリゼーションへの対応として、国道2号から立体交差の進入路を御幸通り上に設けて屋上駐車場まで導く壮大な駐車場建設を計画したが地権者の反対などで実現せず、1974年（昭和49年）に近くにダイエー姫路店が開業するなどして経営環境が厳しくなると、何でも揃う「播州のお買い物センター」の看板を降ろして転換を図り、家電製品や家具などの売場を廃止して代わりにブランドの導入など女性向けを中心としたファッション関連を強化するなど品揃えを絞り込んで専門特化する方針を採って売上を伸ばし、1985年（昭和60年）には売上高200億を超えるまでに成長した。

### 加古川そごう跡への進出
2000年（平成12年）7月にそごうが民事再生法の適用を申請して経営破綻したことに伴って10月に加古川そごうが12月25日に閉店することが発表されると、当時の加古川市長木下正一らの招致を受けて2001年（平成13年）初めに後継の店舗として百貨店を開業することを表明し、わずか3ヶ月ほど後の3月30日に「22年ぶり」となるヤマトヤシキ加古川店の開業に漕ぎ着けた。
そごう跡の受け皿第1号として注目を集め、不動産を買い取った第三セクターから初年度は無料、2･3年目は坪1,000円という家賃優遇を受けたものの、そごう時代の売上が姫路本店に匹敵していたことや引継ぎ期間が短かったため、フロア構成もほぼ同じでテナントの80%を引き継ぎ、約半年後の10月に大規模な改装をして独自色を出した。
初年度の売上はそごう時代の60%に落ち込むなど当初は苦戦したが、開業5年目の2005年（平成17年）には年商約120億円を上げ、中心市街地の空洞化に伴う商店街の集客力の低下で売上が減少していた姫路本店を上回り、営業の中核を担う存在にまで成長させた。
また、2006年（平成18年）に約3,000m2を改装し、同じビルに入居するカピル21専門店会と活性化委員会を立ち上げるなど、新たなてこ入れを行った。

### 売上減少と経営再建
1997年（平成9年）2月期には姫路店のみだったにもかかわらず売上高220億を超えていたが、かつて年商約180億だった加古川そごうを引継いだ加古川店を併せた売上で2008年（平成20年）2月期に約226億円にまで減少した。
そこにリーマンショック以降の消費低迷が加わり、2009年（平成21年）2月期に約1.5億円の赤字に転落したため、宣伝広告費の削減などコストダウンに取り組み、2010年（平成22年）2月期には前期比約15％減の約180億円とさらに落ち込んでピークの半分以下となったものの黒字を確保したとしていた。
2010年（平成22年）には早期退職を30人募集したほか、姫路店でほぼ毎週休業日を設けるなど経費削減策を進めた。しかし、最終損益では2010年（平成22年）2月期から2014年（平成26年）2月期まで5期連続の赤字が続き、その結果債務超過に陥ることになり、負債総額は2014年（平成26年）11月末時点で約65億円に達した。
こうした経営状態の悪化を受け、2014年（平成26年）春から主要取引銀行などとの間で経営再建策の検討を進め、盛岡市の中三盛岡店跡をななっくとして再生させた投資ファンド「マイルストーンターンアラウンドマネジメント」に経営権を委譲して立て直しを図ることになった。
2014年（平成26年）12月4日に事業再生ADRを申請して受理されたことを発表、同月17日に第1回債権者会議を開催し、債権者である11の取引金融機関に事業再生計画案を提示して債権放棄などを求める協議を開始。2015年（平成27年）3月27日の債権者会議で債権者である11の取引金融機関全てが事業再生計画案を承認して債権放棄に応じることになったことから、「事業再生ADR」が成立した。
2015年（平成27年）4月16日に「マイルストーンターンアラウンドマネジメント」を引受先とする第三者割当増資を実施、同月20日に臨時株主総会を開催して同日付で、創業者一族の米田徳夫会長と米田譲社長が退任すると共に、「マイルストーンターンアラウンドマネジメント」の早瀬恵三社長が代表取締役に就任する形で経営陣を刷新、さらに創業者一族が保有する当社の親会社となっている持ち株会社「ヤマトヤシキリテイリング」の株式を全て投資ファンド「マイルストーンターンアラウンドマネジメント」に無償で譲渡し、同社の経営から離れることとなった。
一方で、屋号と従業員の雇用は現状を維持して姫路と加古川の両店舗ともに営業を継続すると共に、商品の納入業者からの仕入れ代金や一般顧客が積み立てている「友の会」の積立金を債権カットの対象としない方向で手続きが進められる見込みとなった。また同日付で、当社の従業員から執行役員を務めていた伊角賢一が代表権を持たないものの、取締役社長として日常業務遂行の責任者となると共に、上席執行役員を務めていた加古川店長の中村公則も取締役に就任した。

### 親会社の異動と姫路店閉店
2017年（平成29年）8月31日、免税店大手のラオックスがヤマトヤシキの7億円の新株予約権（うち3億円は社債に付属）を取得した。付与された新株予約権が全て行使された場合、ラオックスの持株比率は約8割近くとなり、親会社がマイルストーンターンアラウンドマネジメントから異動することになる。
一方、マイルストーンターンアラウンドマネジメント主導による経営立て直しで、姫路店では2016年に食品売り場のリニューアルや大塚家具の誘致などを進めたものの、店舗売り上げは10年前に比べ約6割の減少となっていた。さらに開店から60年が経過した建物の老朽化が新規テナント誘致の障害になっていることを踏まえ、ビル自体を建て替えることを決断し、姫路店を2018年2月28日に閉店することとなった。ただ、新しいビルの完成時期については「少なくとも3年以上かかる」と表明されただけで、具体的なスケジュールは決まっていない。
2018年（平成30年）1月27日には、マイルストーンターンアラウンドマネジメント・ラオックス両社が設立する新会社に加古川店を譲渡し、ヤマトヤシキ（現法人）を清算することを検討していると報じられた。しかしヤマトヤシキでは「正式な取材を受けた事実はない」とした上で、報道各社に訂正および謝罪を申し入れる予定とし、実際には報道とは多少異なり、ヤマトヤシキ100%出資の子会社「株式会社加古川ヤマトヤシキ」が2月19日に設立され、姫路店閉店の翌日（3月1日）にヤマトヤシキ社から店舗を譲り受け業務を開始した。
2019年（平成31年）1月1日、ラオックスのグループ会社であるラオックスSCD株式会社が同社発行済株式の全株を取得し、正式にラオックスグループの一員となった。
2023年3月7日、以前からの根強い地元の愛好者の声を受け、面積が約50平方mの小型店ながら、姫路みゆき通り商店街南端のビル1階に「姫路ヤマトヤシキ」とした店が開店した。これにより発祥地に帰ってきた。こちらでは菓子や贈答品、播磨の名産品などを販売しており、カタログギフトの注文や加古川ヤマトヤシキで購入した商品の受け取りにも対応しているとしている。

## 提携関係
百貨店大手の髙島屋を主体に構成される「ハイランドグループ」に加盟しており、ヤマトヤシキのローマ字ロゴは、高島屋と似た字体を使用している。過去にはデザインは異なるものの、高島屋と同じく「バラの包み」をシンボルとしていたため、姫路で「バラの包み」と言えばヤマトヤシキを指していたが、現在の包装紙・ショッピングバッグのデザインはYとハートをあしらったものである。ストアカラーについても競合店である山陽百貨店のコバルトブルーに対し、ヤマトヤシキはローズレッドと対照的である。

## 店舗

### 姫路店
姫路店はヤマトヤシキの発祥となった店舗。建物は村野藤吾が設計した地上8階建て（一部12階建て）の建物で1951年に完成した。大手前通りと二階町商店街との交差点南東に位置していた。
創業時からの本店だったが、モータリゼーションの進展に伴う中心市街地の集客力の低下に加えて、競合する山陽百貨店が山陽電気鉄道山陽姫路駅と神姫バスのバスターミナルを併設するターミナル型百貨店で、なおかつJR姫路駅前にあり、公共交通での利便性に優れる上、売場面積も27,972m2と大きく上回って優位に立っていたため、百貨店同士の競合でも苦戦。年商は1997年（平成9年）には売上高220億を超え、加古川店開業直前の2000年（平成12年）2月期でも約178億円だったが、2000年（平成12年）2月期には約120億円だった加古川店を下回り、その後も同様に加古川店を下回り続けた。
大丸神戸店で効果を上げた店舗周辺への路面店と呼ばれる店舗を開設してテナントを招致し、周辺商店街と共に集客と売上の拡大を目指し、50代以上が多い本館より若い20-40代の集客に成功したものの、売上の抜本的な回復には結び付かず、2010年（平成22年）3月からはほぼ毎週定休日を設けてコストダウンを図った。
また2014年（平成26年）2月からは、無料アプリ「スマポ」を導入し、同じ姫路駅前地区にある百貨店・山陽百貨店と共同で来店時にポイントを付与することで、両店舗の間で来店客の回遊を促すと共に、セールなどの販売促進活動についても協力を深め、姫路市の中心市街地への買い物客を増やすことで売り上げの回復を目指したが、業績は改善せず結局2018年2月いっぱいで閉店した。なお、10階に入居していた兵庫県旅券事務所姫路出張所だけは移転先が決定するまで引き続き同所で業務を継続していたが、2018年11月21日にイーグレひめじへ移転した。
旧姫路店の建物は2021年4月から解体工事が始まることになった。現在では集合住宅を建設中である。

### 加古川店
現在の店舗は破綻した加古川そごうを加古川市の第三セクターが買収したものを借りて出店しており、そごう時代からの専門店街、カピル21が同居している。加古川にはかつて店舗があったため形の上では再出店と見ることも出来るが、初代の加古川店は加古川そごうの進出よりも10年前の1979年（昭和54年）に閉店しており20年以上間が開いていることから、事実上は新規出店である。加古川市内で唯一の百貨店として姫路店よりも若い顧客層に合わせた地域密着の運営が実り、2000年（平成12年）2月期には約120億円で本店の姫路店を上回る規模に成長し、当社の主力店舗となった。。ただ、その後は景気の後退や郊外型ショッピングセンターとの競争激化などで売上は漸減したり、姫路店を閉店するなどで当店のみの運営となった2018年の時点では約70億円程度となっていた。
2021年（令和3年）10月1日、加古川市立加古川図書館が旧加古川町公会堂からカピル21ビル6階へ移転し、新装開館した。

## 商品券
現在の発行商品券は全国百貨店共通商品券、ヤマトヤシキ商品券1000円券である。なお、過去のヤマトヤシキ商品券は高島屋を中心とする共同仕入機構であるハイランドグループ各社で利用が可能で500円額面のものもあった。また、ヤマトヤシキ発行の全国百貨店共通商品券には“姫路・株式会社ヤマトヤシキ”と表記されており創業の地である姫路市を強く意識していることが窺える。